# PCBP1
 (janvier 2015).
La protéine humaine poly (rC)-binding protein 1 (ou PCBP1) est une protéine exprimée dans tous les types cellulaires et qui est située dans le cytosol et dans le noyau. Son gène est le PCBP1 situé sur le chromosome 2 humain.
Il existe plusieurs protéines homologues : PCBP2 (en), PCBP3 (en) et PCBP4 (en).
Cette protéine facilite le chargement en fer de la ferritine.